# Péter Sajó
Péter Sajó (* 1961 in Szekszárd; † 12. April 1999 ebenda) war ein ungarischer Radrennfahrer und nationaler Meister im Radsport.

## Sportliche Laufbahn
Mit 14 Jahren begann er mit dem Radsport, er wurde Mitglied im Verein Szekszardi Spartacus, für den er seine gesamte Laufbahn fuhr. Neun nationale Meistertitel gewann er in seiner aktiven Zeit. Ungarischer Meister im Mannschaftszeitfahren war er 1979, 1980 und 1983 bis 1985. Im Straßenrennen konnte er 1984 und 1987 das Meisterschaftsrennen gewinnen. 1986 wurde er Zeitfahr-Meister und gewann auch die Meisterschaft im Bergrennen. Mehrfach stand er auf dem Podium beim Grand Prix Cycliste de Gemenc, dem am besten besetztesten internationalen Radrennen in Ungarn. 1982 stand er kurz vor dem Gesamtsieg, als ihm auf der letzten Etappe die Kette des Rades riss und er so noch den Sieg an den Tschechoslowaken Pavel Galik verlor. 1983 wurde er hinter Zoltán Halász Dritter und gewann das Bergzeitfahren. Im Csepel-Cup 1983 gewann er eine Etappe.
Zu seinen Ehren wurde die 1. Etappe des Rennens in Péter Sajó Memorial umbenannt. Für die ungarische Nationalmannschaft startete er mehrfach bei Landes-Rundfahrten wie der DDR-Rundfahrt, der Österreich-Rundfahrt u. a. Viermal war er bei der Internationalen Friedensfahrt am Start, der 57. Platz 1983 war dabei sein bestes Ergebnis.